# 建中 (唐朝)

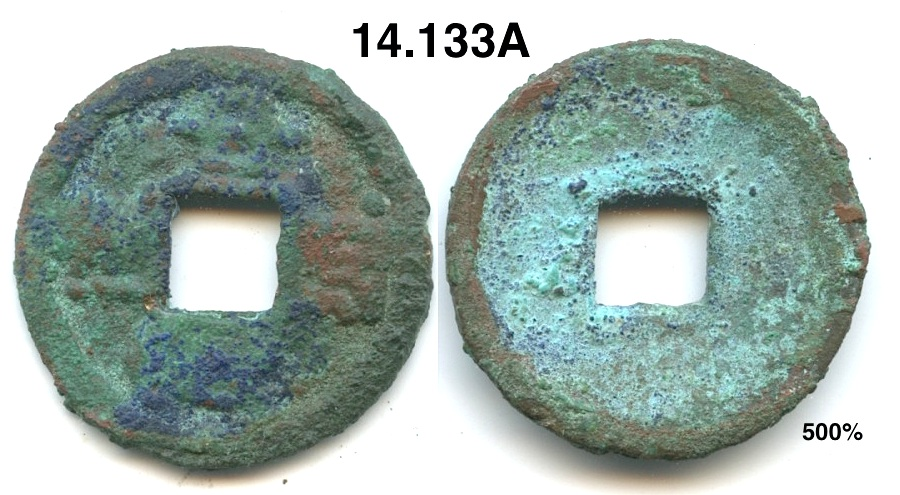
建中通寶

建中（780年—783年）是唐德宗的第一個年號，共计4年。

## 改元
- 大曆十五年——正月一日，改元建中元年。[2][3][4]
- 建中五年——正月一日，改元興元元年。[5][6][7]

## 大事記
- 建中元年（780年），唐用宰相杨炎的建议，开始施行两税法。
- 建中二年（781年），唐成德节度使李宝臣病死，他的儿子李惟岳谋求袭位，唐德宗不允许，于是李惟岳联合魏博节度使田悦等发起叛乱，引发四年之久的河北藩镇之乱。
- 建中四年（783年），泾原兵变，唐德宗逃往奉天（今陕西乾县），乱军拥立朱泚为主，次年才被平定。史稱奉天之難。

## 紀年
| 建中 | 元年  | 二年  | 三年  | 四年  |
| ---- | ----- | ----- | ----- | ----- |
| 公元 | 780年 | 781年 | 782年 | 783年 |
| 干支 | 庚申  | 辛酉  | 壬戌  | 癸亥  |

## 同期存在的其他政权年号
- 中國
  - 應天（783年）：唐朝時期—領袖朱泚之年號
  - 大興（738年－794年）：渤海—渤海文王大欽茂之年號
  - 見龍（780年－783年）：南詔—異牟尋之年號
- 日本
  - 寶龜（770年－780年）：奈良時代—光仁天皇之年號
  - 天應（781年－782年）：奈良時代—光仁天皇、桓武天皇之年號
  - 延曆（782年－806年）：奈良時代、平安時代—桓武天皇之年號

## 參看
- 中國年號索引
- 其他使用建中年號的政權

## 引用來源
1. ↑  李崇智，《中國歷代年號考》，第103頁。
2. ↑  劉昫.  . 维基文库.「建中元年春正月丁卯朔，御含元殿，政元建中，群臣上尊號曰聖神文武皇帝。」
3. ↑  歐陽脩.  . 维基文库.「建中元年正月丁卯，改元。」
4. ↑  司馬光.  . 维基文库.「建中元年春，正月，丁卯朔，改元。群臣上尊號曰聖神文武皇帝；赦天下。」
5. ↑  劉昫.  . 维基文库.「興元元年春正月癸酉朔，上在奉天行宮受朝賀。詔曰：『……今上元統曆，獻歲發祥，宜革紀年之號，式敷在宥之澤，可大赦天下，改建中五年為興元元年。……』」
6. ↑  歐陽脩.  . 维基文库.「興元元年正月癸酉，大赦，改元。」
7. ↑  司馬光.  . 维基文库.「興元元年　春，正月，癸酉朔，赦天下，改元。」